# 평은역
평은역(Pyeongeun station, 平恩驛)은 경상북도 영주시 평은면 금광리에 위치한 중앙선의 철도역이었다. 
1941년에 보통역으로 영업을 시작하였으나, 2007년부터 여객열차가 정차하지 않기 시작해서 시멘트와 철도 자갈 수송만을 담당하다가 2013년에 영주댐 건설로 인한 수몰 관계로 폐지되었다. 2016년 6월부터 담수가 시작되어 역 터는 그 해 7월에 완전히 수몰되었으나, 평은역 역사는 수몰지구 내 언덕에 복원되었다.
2008년 방송된 문화방송 드라마 에덴의 동쪽 1화에서 1960년대의 태백역(당시 황지역)으로 등장한 적이 있다.

## 역사
- 1941년 7월 1일 : 보통역으로 영업 개시[1]
- 1968년 5월 10일 : 청자갈선 신설
- 1977년 5월 16일 : 수소화물취급 중지[2]
- 1995년 1월 10일 : 평은-문수간 원격제어 사용개시(피제어역 문수역)
- 1996년 3월 20일 : 한일시멘트 사일로 준공
- 1996년 5월 20일 : 한일시멘트 전용선 신설
- 1997년 6월 6일 : 차내취급역으로 지정
- 2007년 6월 1일 : 여객열차 정차 중지
- 2012년 12월 1일 : 화물 취급 중지[3] 및 시멘트 사일로 철거
- 2013년 3월 28일 : 폐역[4]
- 2016년 7월 : 옛 역사 터가 6월부터 시작된 담수로 수몰. 역사는 사전에 해체 후 수몰지구 내 언덕에 재복원.